# 叶儿遗址
叶儿遗址，位于中国甘肃省卓尼县，为一个省级文物保护单位，类型为古遗址。
叶儿遗址的历史年代为新石器时代至青铜时代。